# Episcopotettix sulcirostris
Episcopotettix sulcirostris är en insektsart som beskrevs av Rehn, J.A.G. 1903. Episcopotettix sulcirostris ingår i släktet Episcopotettix och familjen gräshoppor. Inga underarter finns listade i Catalogue of Life.